# Norbert Kreutzkamp
Norbert Kreutzkamp (* 28. August 1923 in Oberhausen; † 28. Juni 1994 in Hamburg) war ein deutscher Chemiker (Pharmazeutische Chemie) und Hochschullehrer.

## Leben
Norbert Kreutzkamp absolvierte 1942 seine Abiturprüfung und ein Apothekenpratikum. Nach der Einberufung zum Kriegsdienst legte er sein Vorexamen im Studienurlaub ab. Er geriet 1945 in französische Kriegsgefangenschaft. Nach der Entlassung 1946 studierte er Pharmazie und Chemie an der Universität Marburg und erreichte 1950 das Staatsexamen sowie 1952 den Diplomabschluss in Chemie. Im gleichen Jahr wurde er bei Horst Böhme mit einer Arbeit Zur Kenntnis der Ammoniumsalze des Bis-piperidinomethans und ihrer Umsetzung mit Protonen-Donatoren promoviert und habilitierte sich 1957 ebenfalls dort Über die Darstellung und Umwandlung substituierter aliphatischer Phosphonsäure-ester. Anschließend blieb er bis 1961 als Oberassistent in Marburg, bevor er als außerordentlicher Professor an die FU Berlin wechselte. Einen dortigen Ruf lehnte er ab und folgte 1963 einem Ruf an die Universität Hamburg, wo er bis 1988 einen Lehrstuhl für pharmazeutische Chemie innehatte. In seiner Amtszeit erhielt das Institut 1969 einen Neubau. 
Schwerpunkte seiner Arbeit waren beispielsweise Synthese und Eigenschaften von phosphororganischen Verbindungen.
Norbert Kreutzkamp erhielt seine letzte Ruhestätte auf dem Friedhof Ohlsdorf. Sie liegt im Planquadrat BN 53 südlich von Kapelle 9.

## Ehrungen
Kreutzkamp wurde 1978 als korrespondierendes Mitglied in die Braunschweigische Wissenschaftliche Gesellschaft gewählt.